# Lomnička (okres Stará Ľubovňa)
Lomnička (před rokem 1899 Malá Lomnica, maďarsky Kislomnic, německy Kleinlomnitz) je obec na Slovensku v okrese Stará Ľubovňa. Žije zde přibližně 3 700 obyvatel. První písemná zmínka o obci pochází z roku 1294.
Lomnička je jedinou čistě romskou obcí na Slovensku.